# لي ستيرن
لي ستيرن (بالإنجليزية: Lee Stern)‏ هو خبير مالي أمريكي، ولد في 27 ديسمبر 1926.